# Chutes de Mpoume
Les chutes de Mpoume sont les plus importantes chutes rapides du cours du Nyong, au Cameroun. Elles sont situées près de Makak, dans la région du Centre, à 744 mètres d'altitude.